# Youssef Nascimento
Youssef Nascimento est un gardien international brésilien de rink hockey.

## Palmarès
En 2015, il participe au championnat du monde de rink hockey en France.